# 本八幡站
本八幡站（日语：／ Motoyawata eki */?）是位於日本千葉縣市川市八幡二丁目，屬於東日本旅客鐵道（JR東日本）、東京都交通局（都營地下鐵）的鐵路車站。

## 停靠路線
此站有JR東日本的總武本線（只限行走緩行線的中央·總武線各站停車停靠）與東京都交通局的都營地下鐵新宿線停靠，是轉乘站。
都營新宿線以此站為終點站，車站編號「S 21」。此站也是東京都交通局營運的鐵路線當中唯一位於東京都域外的車站。

## 歷史
- 1935年（昭和10年）9月1日：總武本線本八幡站開業[1]。
- 1987年（昭和62年）4月1日：國鐵分割民營化，本站由JR東日本接手管理[1]。
- 1989年（昭和64年）3月19日：都營新宿線暫設車站開業[2]。
- 1991年（平成3年）9月1日：都營新宿線正式站房啟用，同時京王線列車直通路段擴大至全線。
- 2001年（平成13年）11月18日：智能卡系統Suica正式投入服務。
- 2003年（平成15年）：JR站內設置指定席售票機。
- 2003年－2004年（平成15年－平成16年）：站內的Queen's伊勢丹（日语：クイーンズ伊勢丹）整修完成，東口營業時間延長至末班車。
- 2007年（平成19年）3月18日：都營地下鐵IC卡「PASMO」正式投入服務[宣傳 1]。
- 2018年（平成30年）4月28日：都營地下鐵月台的月台閘門啟用[3]。

## 車站構造
JR車站與都營地下鐵車站之間於車站大樓（Shapo本八幡）內設有聯絡通道。而都營地下鐵車站還有地下通道通往京成電鐵京成八幡站。

### JR東日本
本站是島式月台1面2線之高架車站。站內設有綠色窗口、自動驗票閘門、指定席售票機。

#### 月台配置
| 月台 | 路線               | 目的地                   |
| ---- | ------------------ | ------------------------ |
| 1    | 總武線（各站停車） | 錦糸町、秋葉原、新宿方向 |
| 2    | 總武線（各站停車） | 船橋、津田沼、千葉方向   |

（來源：JR東日本:車站構內圖 （页面存档备份，存于））

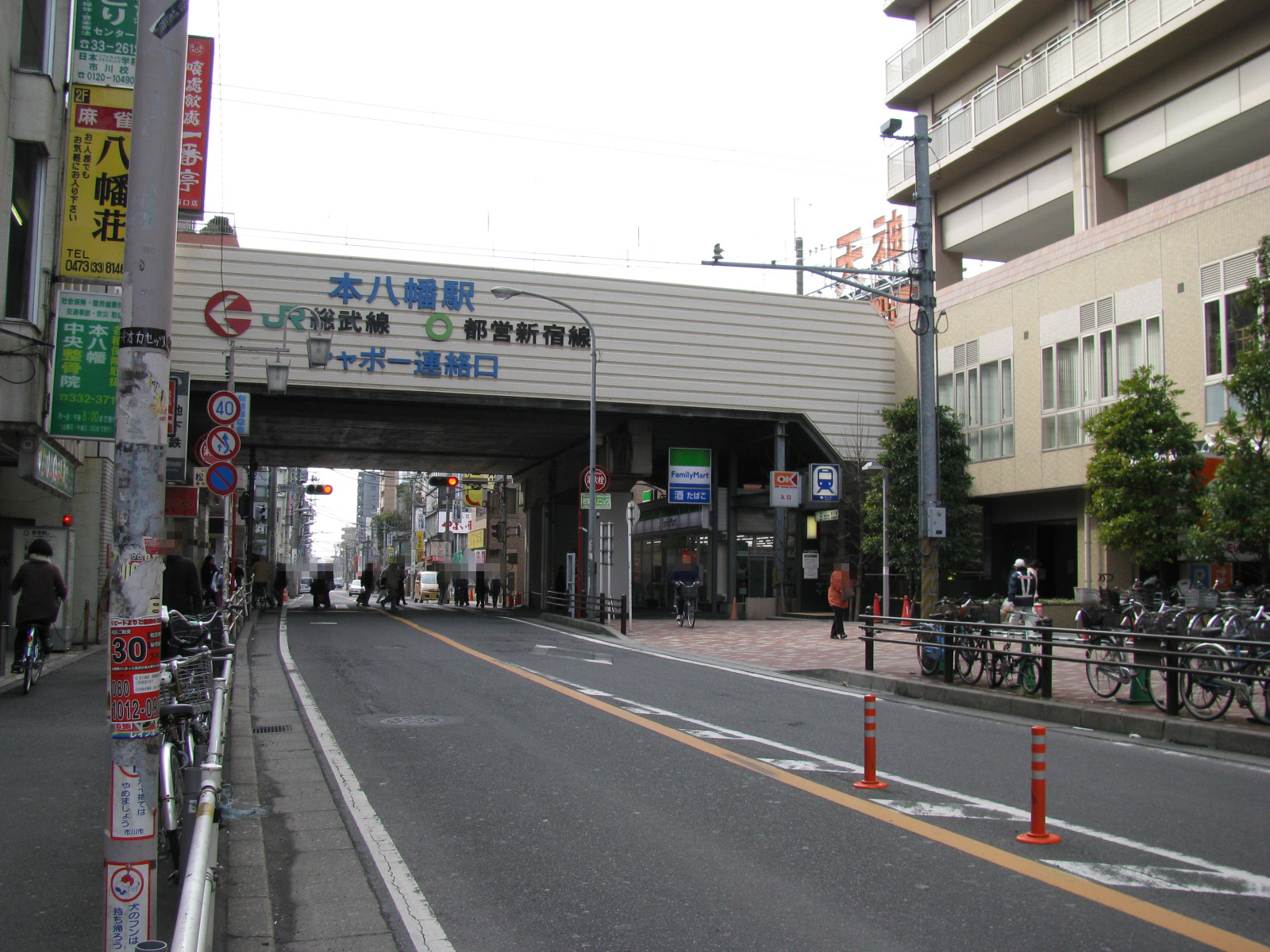
都營線與JR線的聯絡口附近（2008年2月）
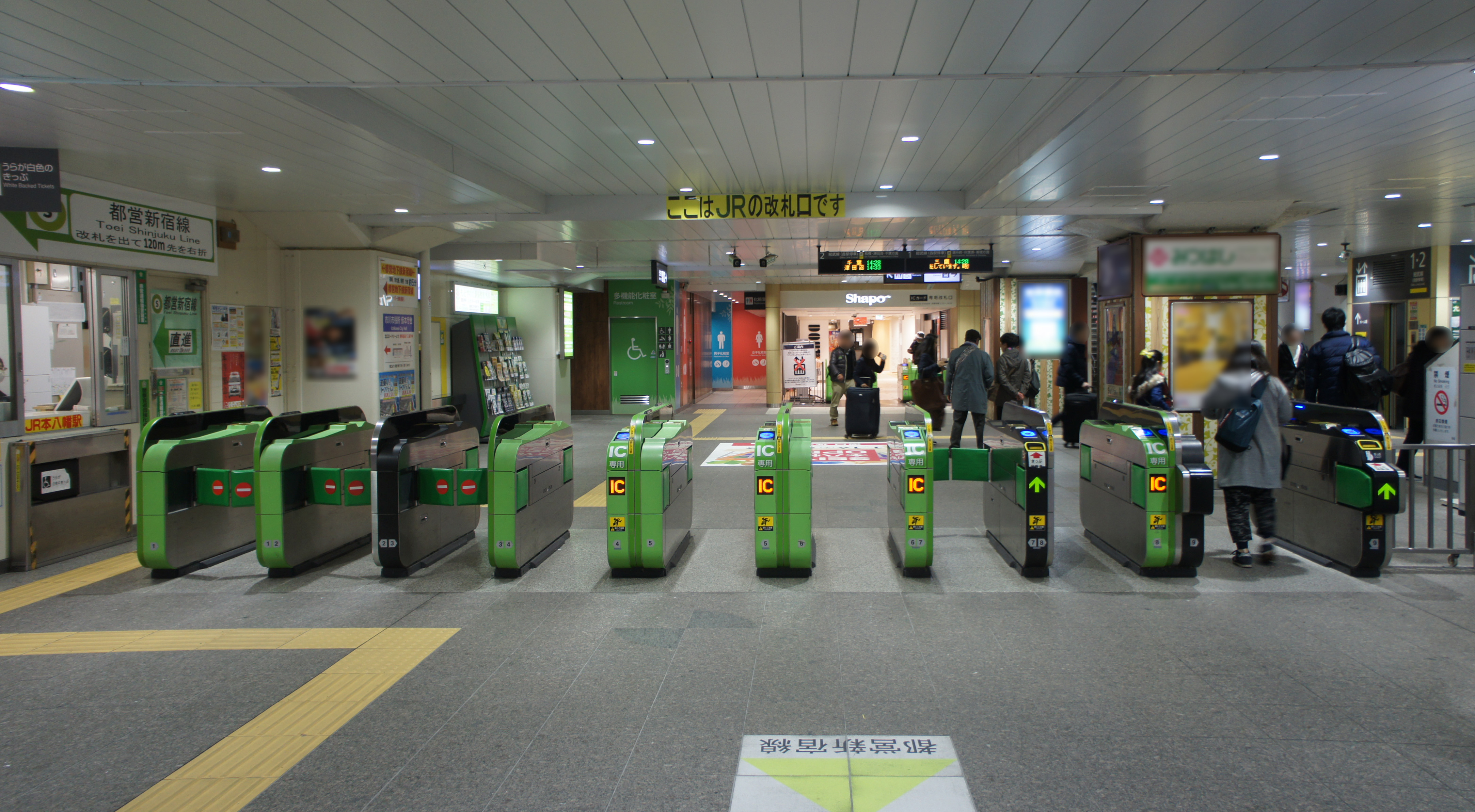
閘口（2019年12月）
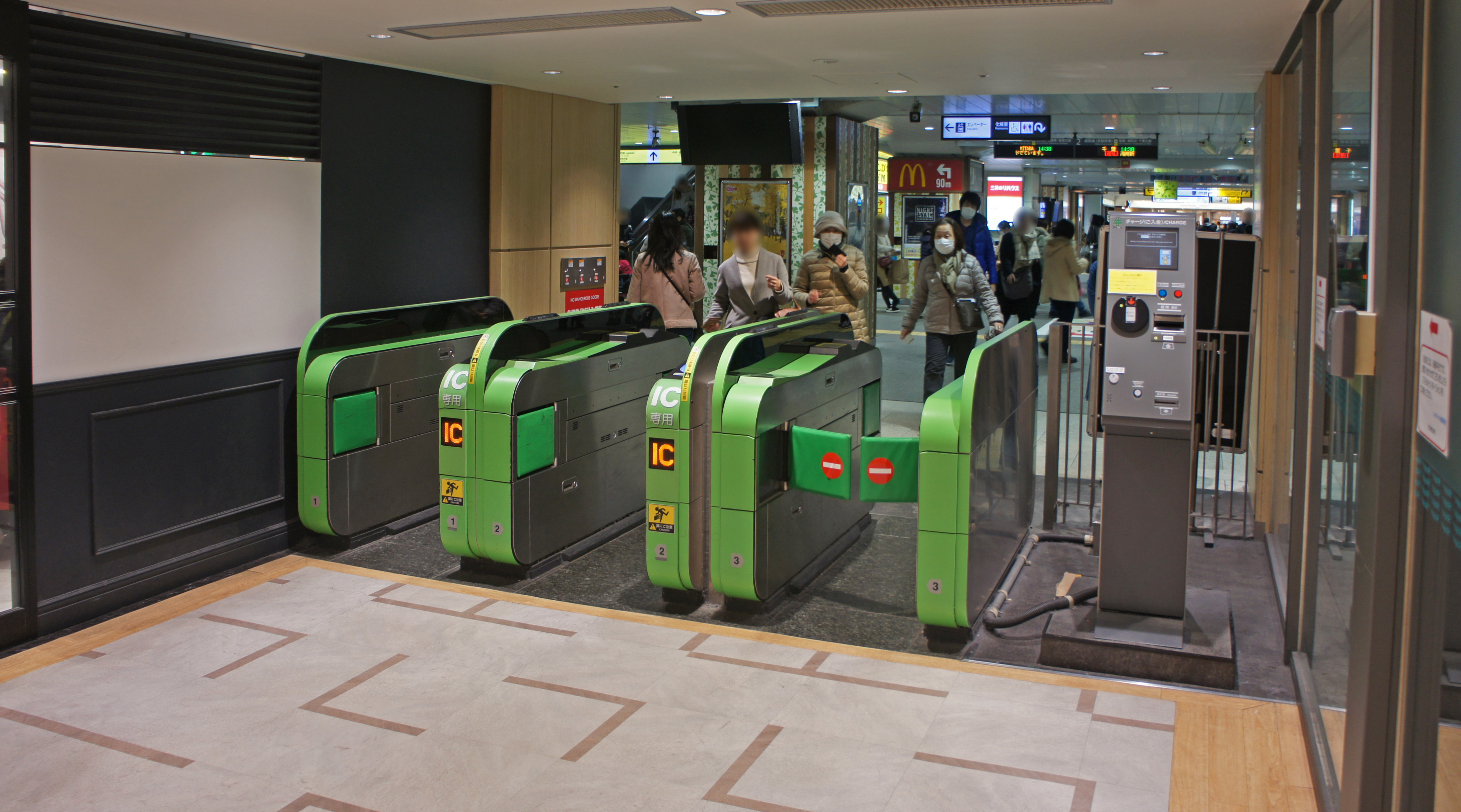
Shapo閘口（2019年12月）
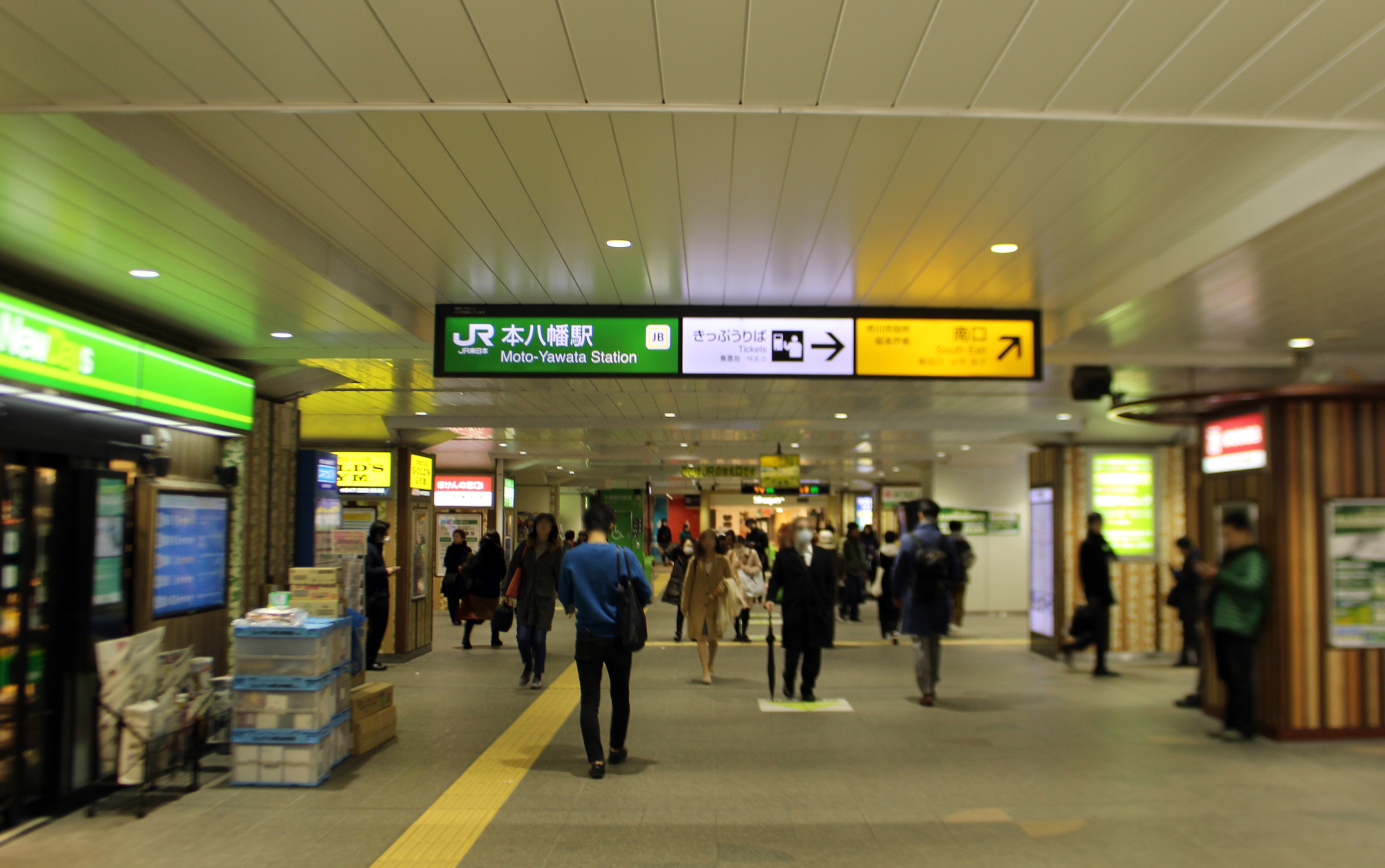
大堂（2019年11月）
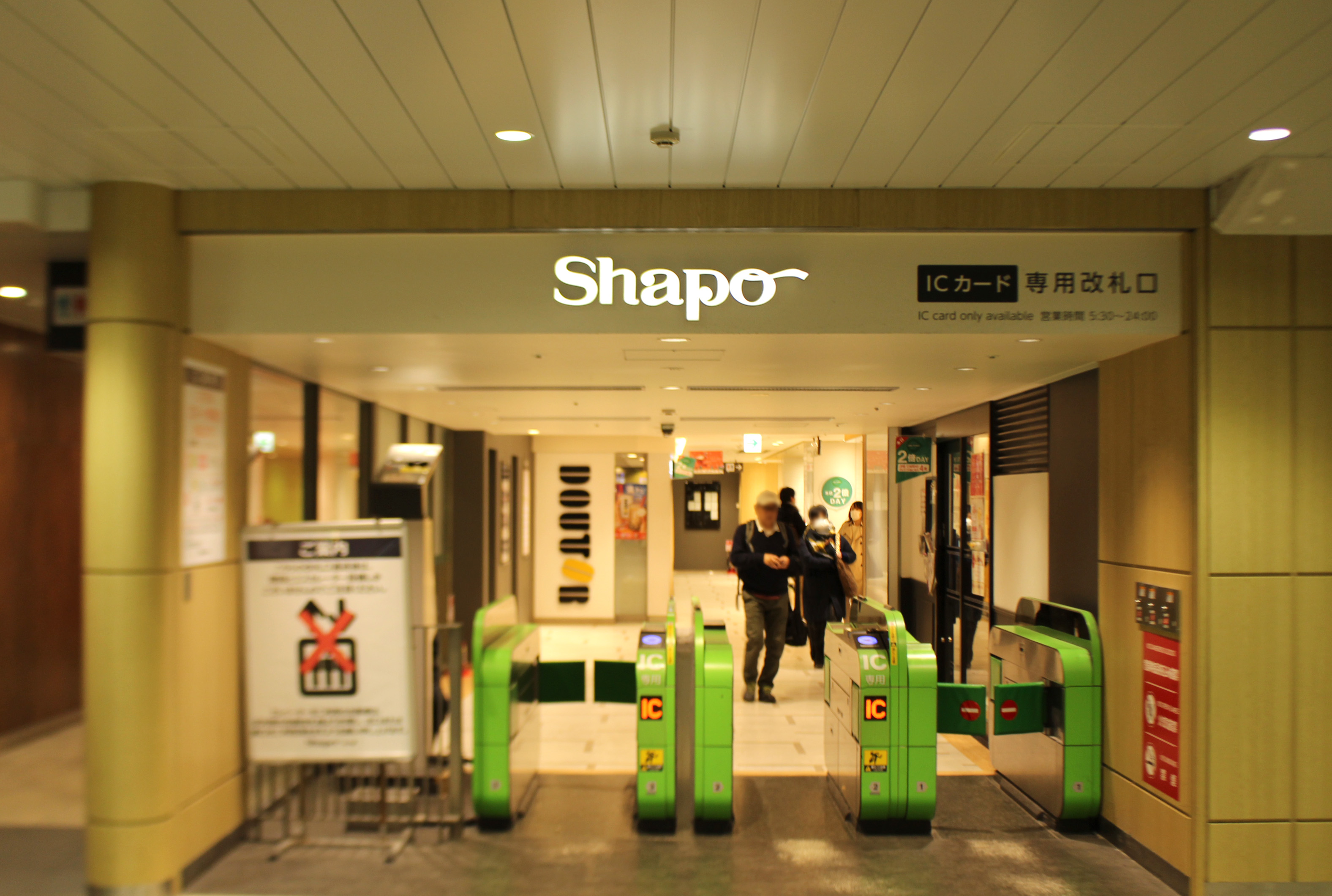
大堂看見的「Shapo本八幡」（2019年11月）
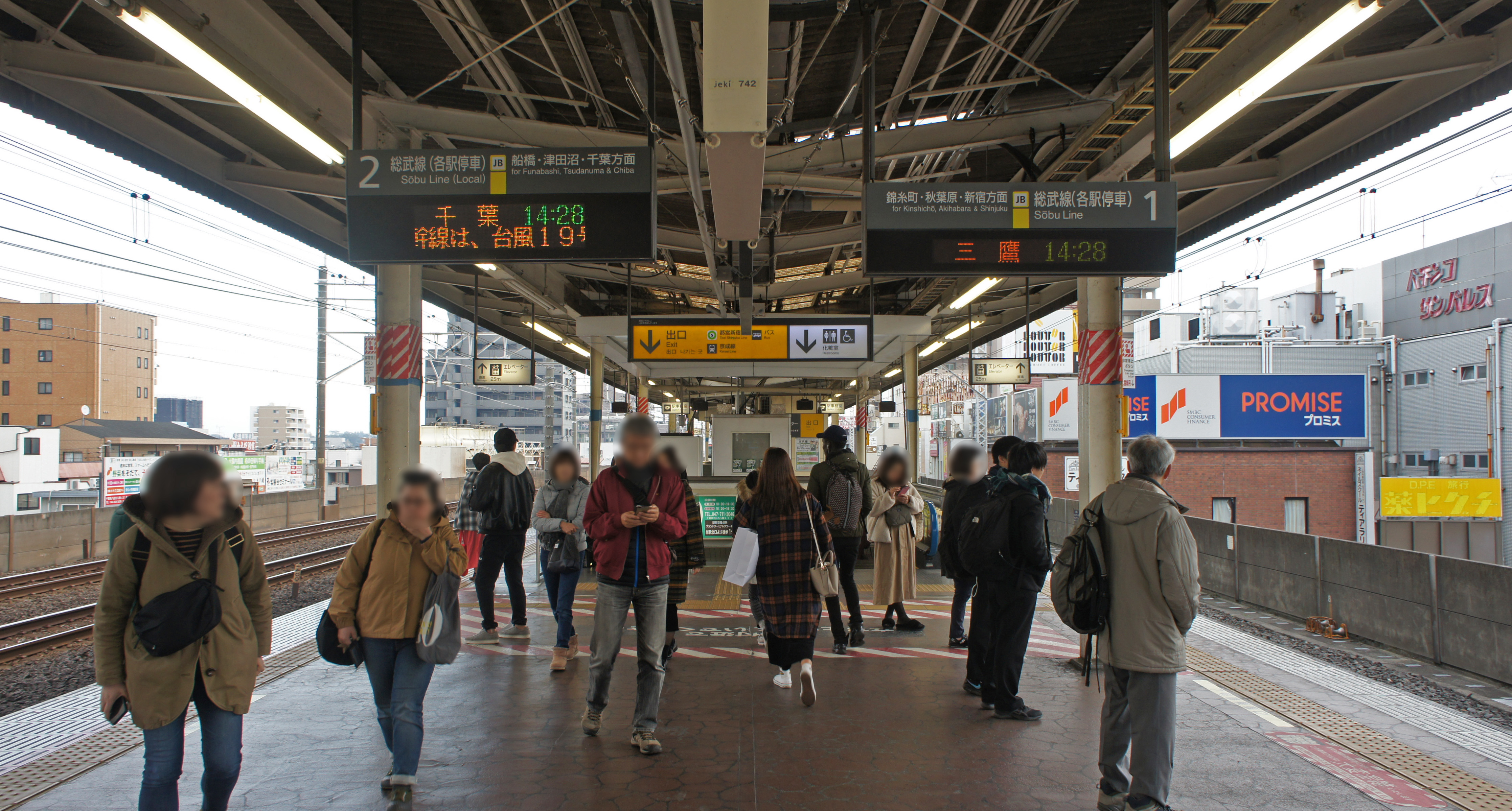
月台（2019年12月）

### 東京都交通局
本站是島式月台1面2線之地下車站。
開業當初站內大廳尚未完工，是以臨時站的方式營業，直到1991年9月1日完成大廳擴建後才正式完工。
本站是都營地下鐵最東端、也是唯一在東京都外的車站。因此本站是都外唯一可使用東京都銀髮巴士的車站，也是唯一都外可購入且使用都營一日乘車券等都營交通限定優惠乘車券類的車站。
本站作為馬喰站務管區本八幡站務區，管理船堀站 - 篠崎站區間。

#### 月台配置
| 月台 | 路線   | 目的地                      | 備註                                              |
| ---- | ------ | --------------------------- | ------------------------------------------------- |
| 1、2 | 新宿線 | 馬喰橫山、新宿、 京王線方向 | 新宿站直通 京王線 （新宿～笹塚站間直通 京王新線） |

（來源：都營地下鐵:車站構內圖 （页面存档备份，存于））
如同江戶川區內新宿線各站使用相同的車站標誌，本站也選擇市川市市木黑松作為本站標誌。
過去曾有本站延伸至新鎌谷站方向的計畫，但已在2013年（平成25年）9月廢除。
本站透過地下通道可至直通成田機場的京成本線京成八幡站。國道14號南側的A4b電梯出入口在2010年2月11日啟用、北側的A4a電梯出入口在2013年7月19日啟用。

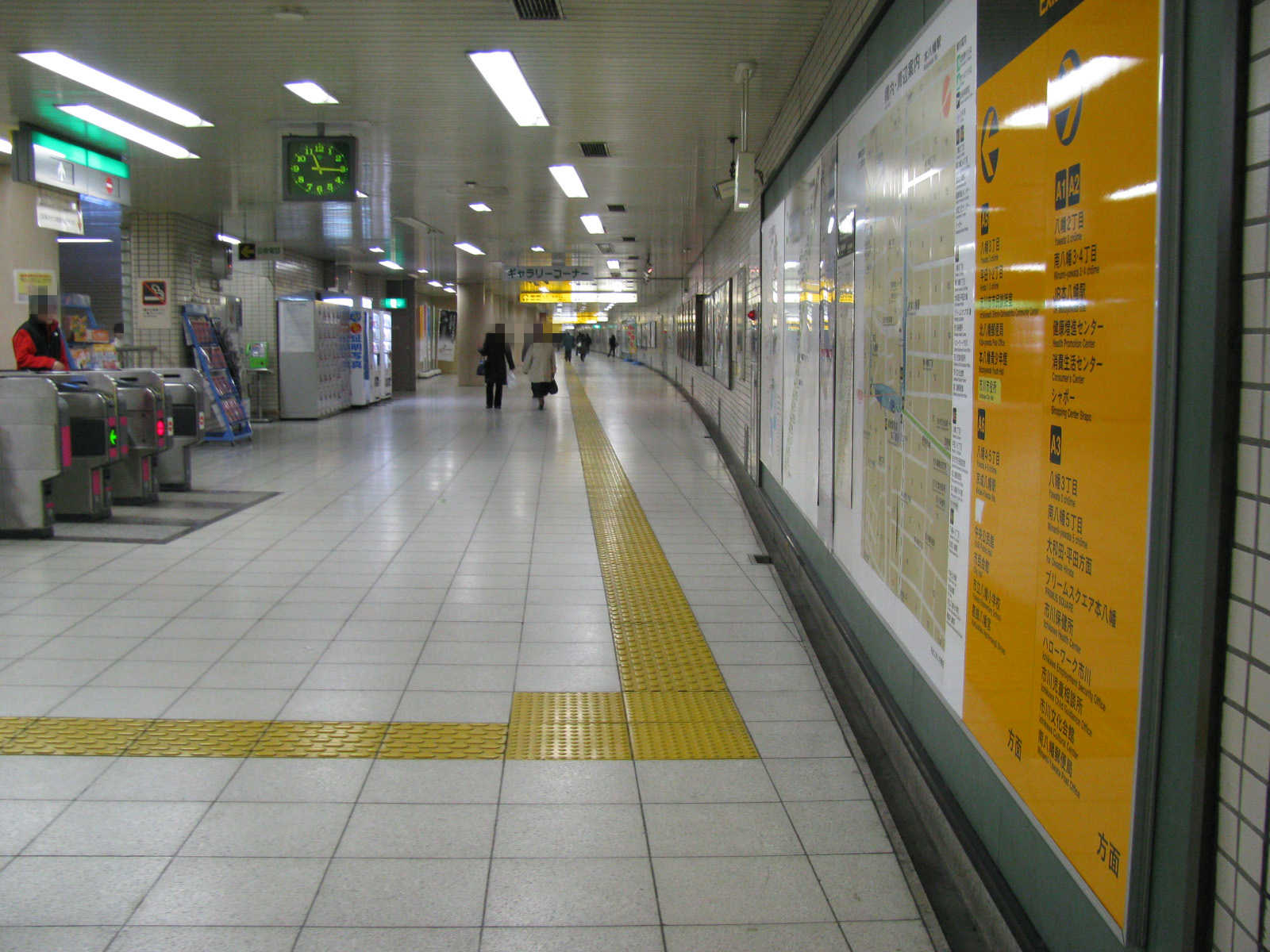
都營線JR車站方向閘口及JR側與京成側連結的地下大堂（2008年2月）
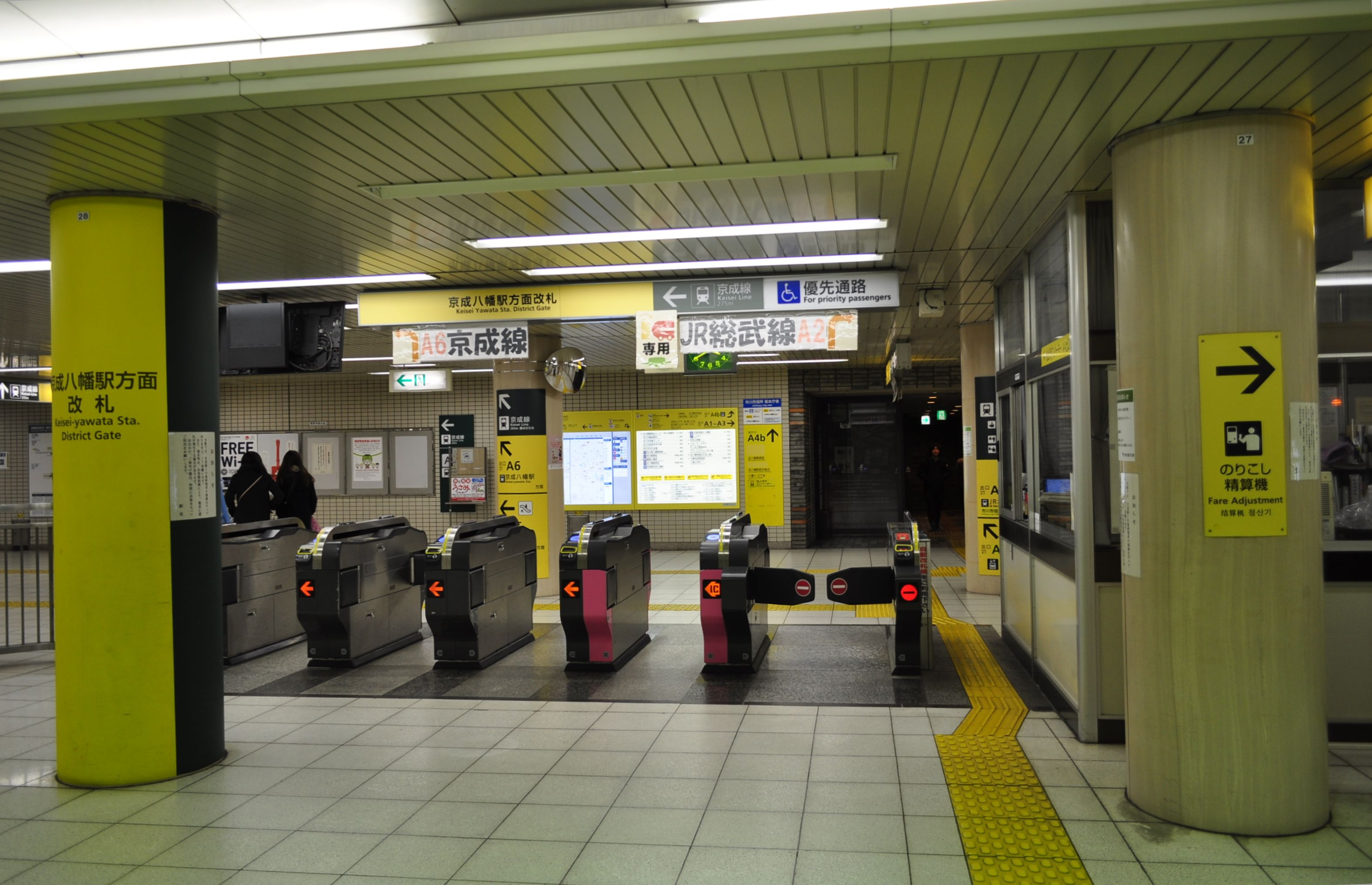
都營線京成八幡站方向閘口（2018年3月）
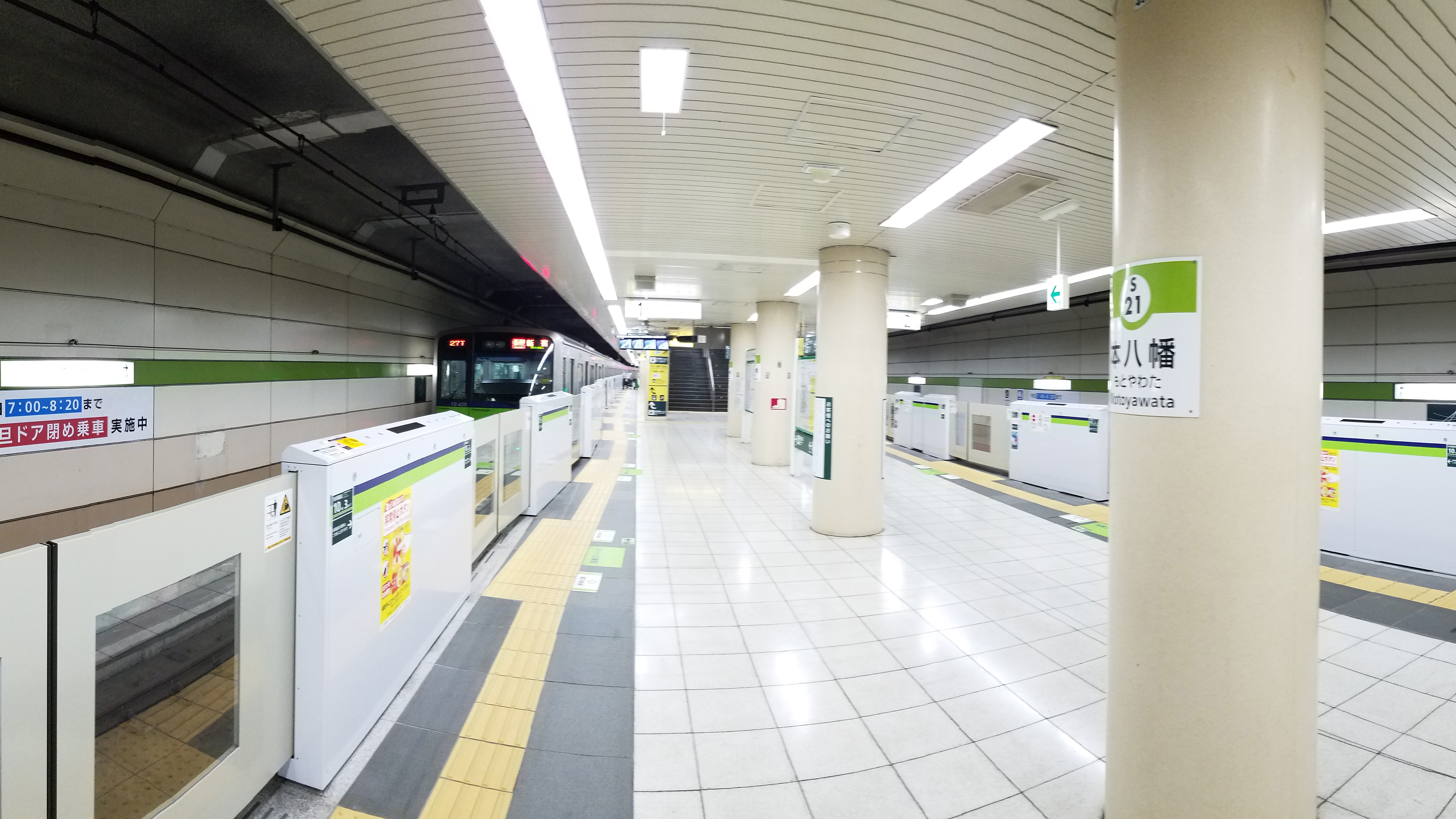
設置月台閘門的車站月台（2019年8月）
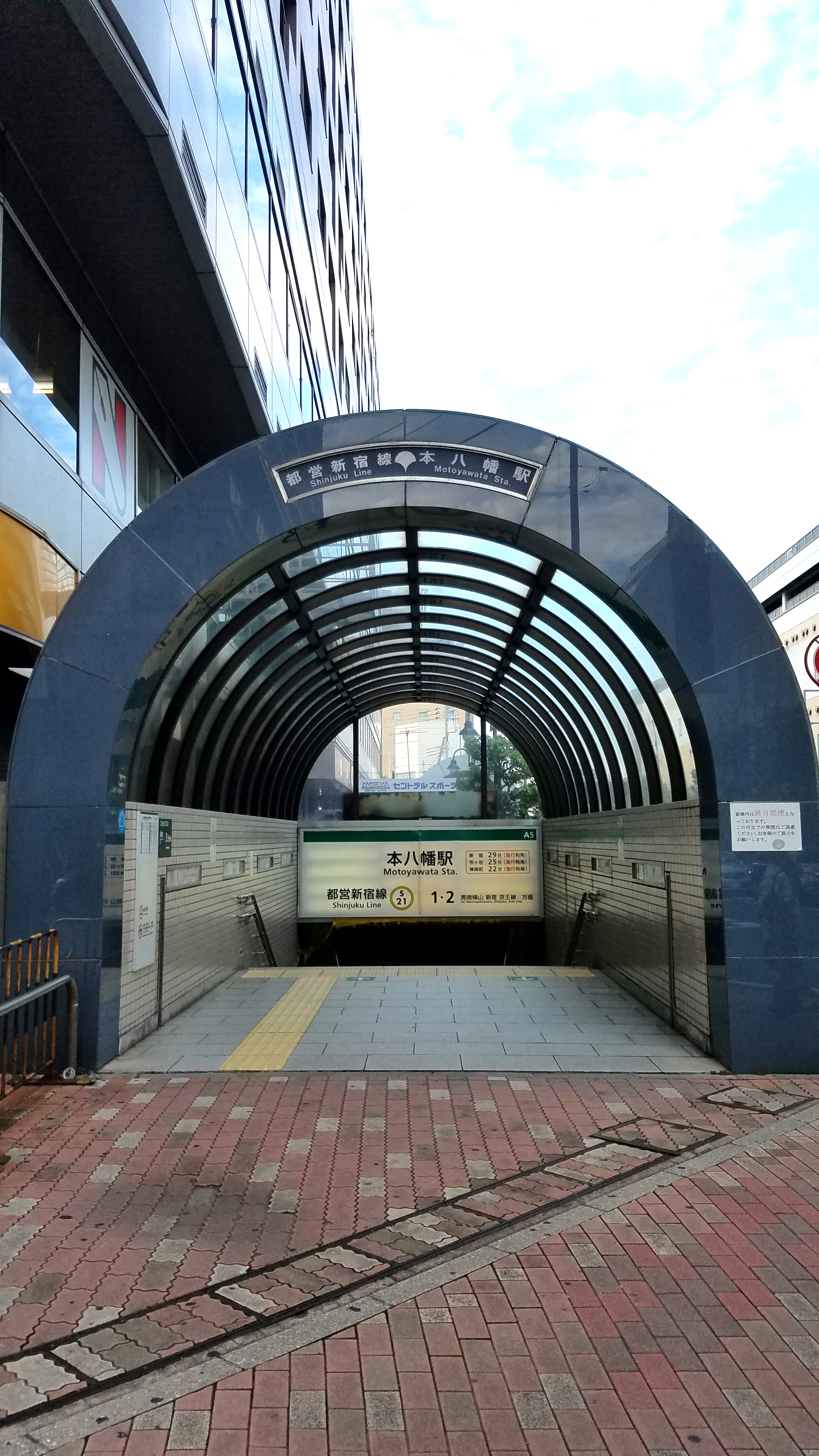
A5出入口（2019年8月）

## 利用狀況
- JR東日本 - 2019年度1日平均上車人次為60,101人[使用人數 1]。
JR東日本全體排名第79位。
- 東京都交通局 - 2017年度1日平均上下車人次為77,907人（上車人次39,206人、下車人次38,701人）[使用人數 2]。
都營新宿線全部21個車站當中次於市谷站位居第6位。

近年1日平均上下車人次變化如下表。
| 年度               | 東京都交通局       | 東京都交通局 |
| 年度               | 1日平均 上下車人次 | 增長率       |
| ------------------ | ------------------ | ------------ |
| 2003年（平成15年） | 61,756             | −0.3%        |
| 2004年（平成16年） | 61,549             | −0.3%        |
| 2005年（平成17年） | 61,803             | 0.4%         |
| 2006年（平成18年） | 62,938             | 1.8%         |
| 2007年（平成19年） | 66,262             | 5.3%         |
| 2008年（平成20年） | 67,394             | 1.7%         |
| 2009年（平成21年） | 68,220             | 1.2%         |
| 2010年（平成22年） | 68,498             | 0.4%         |
| 2011年（平成23年） | 66,877             | −2.4%        |
| 2012年（平成24年） | 68,016             | 1.7%         |
| 2013年（平成25年） | 69,258             | 1.8%         |
| 2014年（平成26年） | 69,928             | 1.0%         |
| 2015年（平成27年） | 72,050             | 3.0%         |
| 2016年（平成28年） | 74,605             | 3.5%         |
| 2017年（平成29年） | 77,907             | 4.4%         |
| 2018年（平成30年） | 80,470             | 3.3%         |

### 各年度1日平均上車人次（1953年 - 2000年）
| 年度               | 國鐵/ JR東日本 | 都營地下鐵 | 來源              |
| ------------------ | -------------- | ---------- | ----------------- |
| 1953年（昭和28年） | 15,670         | 未 開 業   | [ 千葉県統計 1 ]  |
| 1954年（昭和29年） | 17,235         | 未 開 業   | [ 千葉県統計 2 ]  |
| 1955年（昭和30年） | 17,759         | 未 開 業   | [ 千葉県統計 3 ]  |
| 1956年（昭和31年） | 19,033         | 未 開 業   | [ 千葉県統計 4 ]  |
| 1957年（昭和32年） | 20,648         | 未 開 業   | [ 千葉県統計 5 ]  |
| 1958年（昭和33年） | 21,867         | 未 開 業   | [ 千葉県統計 6 ]  |
| 1959年（昭和34年） | 23,745         | 未 開 業   | [ 千葉県統計 7 ]  |
| 1960年（昭和35年） | 25,702         | 未 開 業   | [ 千葉県統計 8 ]  |
| 1961年（昭和36年） | 27,149         | 未 開 業   | [ 千葉県統計 9 ]  |
| 1962年（昭和37年） | 30,903         | 未 開 業   | [ 千葉県統計 10 ] |
| 1963年（昭和38年） | 34,198         | 未 開 業   | [ 千葉県統計 11 ] |
| 1964年（昭和39年） | 38,307         | 未 開 業   | [ 千葉県統計 12 ] |
| 1965年（昭和40年） | 40,635         | 未 開 業   | [ 千葉県統計 13 ] |
| 1966年（昭和41年） | 44,087         | 未 開 業   | [ 千葉県統計 14 ] |
| 1967年（昭和42年） | 45,958         | 未 開 業   | [ 千葉県統計 15 ] |
| 1968年（昭和43年） | 48,319         | 未 開 業   | [ 千葉県統計 16 ] |
| 1969年（昭和44年） | 44,657         | 未 開 業   | [ 千葉県統計 17 ] |
| 1970年（昭和45年） | 46,321         | 未 開 業   | [ 千葉県統計 18 ] |
| 1971年（昭和46年） | 47,927         | 未 開 業   | [ 千葉県統計 19 ] |
| 1972年（昭和47年） | 49,911         | 未 開 業   | [ 千葉県統計 20 ] |
| 1973年（昭和48年） | 50,836         | 未 開 業   | [ 千葉県統計 21 ] |
| 1974年（昭和49年） | 51,983         | 未 開 業   | [ 千葉県統計 22 ] |
| 1975年（昭和50年） | 51,414         | 未 開 業   | [ 千葉県統計 23 ] |
| 1976年（昭和51年） | 53,352         | 未 開 業   | [ 千葉県統計 24 ] |
| 1977年（昭和52年） | 52,388         | 未 開 業   | [ 千葉県統計 25 ] |
| 1978年（昭和53年） | 51,762         | 未 開 業   | [ 千葉県統計 26 ] |
| 1979年（昭和54年） | 50,577         | 未 開 業   | [ 千葉県統計 27 ] |
| 1980年（昭和55年） | 50,220         | 未 開 業   | [ 千葉県統計 28 ] |
| 1981年（昭和56年） | 49,698         | 未 開 業   | [ 千葉県統計 29 ] |
| 1982年（昭和57年） | 49,559         | 未 開 業   | [ 千葉県統計 30 ] |
| 1983年（昭和58年） | 48,902         | 未 開 業   | [ 千葉県統計 31 ] |
| 1984年（昭和59年） | 49,800         | 未 開 業   | [ 千葉県統計 32 ] |
| 1985年（昭和60年） | 49,815         | 未 開 業   | [ 千葉県統計 33 ] |
| 1986年（昭和61年） | 50,842         | 未 開 業   | [ 千葉県統計 34 ] |
| 1987年（昭和62年） | 51,669         | 未 開 業   | [ 千葉県統計 35 ] |
| 1988年（昭和63年） | 55,030         | [ 備考 1 ] | [ 千葉県統計 36 ] |
| 1989年（平成元年） | 57,854         | 16,245     | [ 千葉県統計 37 ] |
| 1990年（平成02年） | 59,782         | 19,880     | [ 千葉県統計 38 ] |
| 1991年（平成03年） | 61,325         | 22,670     | [ 千葉県統計 39 ] |
| 1992年（平成04年） | 62,653         | 25,236     | [ 千葉県統計 40 ] |
| 1993年（平成05年） | 62,235         | 27,895     | [ 千葉県統計 41 ] |
| 1994年（平成06年） | 61,463         | 29,588     | [ 千葉県統計 42 ] |
| 1995年（平成07年） | 60,777         | 29,419     | [ 千葉県統計 43 ] |
| 1996年（平成08年） | 60,077         | 29,176     | [ 千葉県統計 44 ] |
| 1997年（平成09年） | 58,589         | 29,189     | [ 千葉県統計 45 ] |
| 1998年（平成10年） | 57,689         | 29,719     | [ 千葉県統計 46 ] |
| 1999年（平成11年） | 56,954         | 29,533     | [ 千葉県統計 47 ] |
| 2000年（平成12年） | 56,875         | 29,917     | [ 千葉県統計 48 ] |

### 各年度1日平均上車人後（2001年以後）
近年1日平均上車人次推移如下表。
| 年度               | JR東日本 | 都營地下鐵 | 來源              |
| ------------------ | -------- | ---------- | ----------------- |
| 2001年（平成13年） | 56,745   | 30,847     | [ 千葉県統計 49 ] |
| 2002年（平成14年） | 56,871   | 31,533     | [ 千葉県統計 50 ] |
| 2003年（平成15年） | 56,938   | 31,438     | [ 千葉県統計 51 ] |
| 2004年（平成16年） | 57,016   | 31,325     | [ 千葉県統計 52 ] |
| 2005年（平成17年） | 57,366   | 31,465     | [ 千葉県統計 53 ] |
| 2006年（平成18年） | 58,105   | 31,964     | [ 千葉県統計 54 ] |
| 2007年（平成19年） | 58,509   | 33,383     | [ 千葉県統計 55 ] |
| 2008年（平成20年） | 58,190   | 33,948     | [ 千葉県統計 56 ] |
| 2009年（平成21年） | 58,066   | 34,326     | [ 千葉県統計 57 ] |
| 2010年（平成22年） | 57,429   | 34,413     | [ 千葉県統計 58 ] |
| 2011年（平成23年） | 56,644   | 33,583     | [ 千葉県統計 59 ] |
| 2012年（平成24年） | 57,348   | 34,194     | [ 千葉県統計 60 ] |
| 2013年（平成25年） | 58,274   | 34,820     | [ 千葉県統計 61 ] |
| 2014年（平成26年） | 57,988   | 35,171     | [ 千葉県統計 62 ] |
| 2015年（平成27年） | 58,835   | 36,225     | [ 千葉県統計 63 ] |
| 2016年（平成28年） | 59,143   | 37,515     | [ 千葉県統計 64 ] |
| 2017年（平成29年） | 59,869   | 39,206     | [ 千葉県統計 65 ] |
| 2018年（平成30年） | 60,125   | 40,500     |                   |
| 2019年（令和元年） | 60,161   |            |                   |

備註
1. ↑  1989年3月19日に仮設駅として開業。
2. ↑  1991年9月1日に本設駅として開業。

## 車站周邊
本站周邊聚集許多市川市行政設施與商業設施。

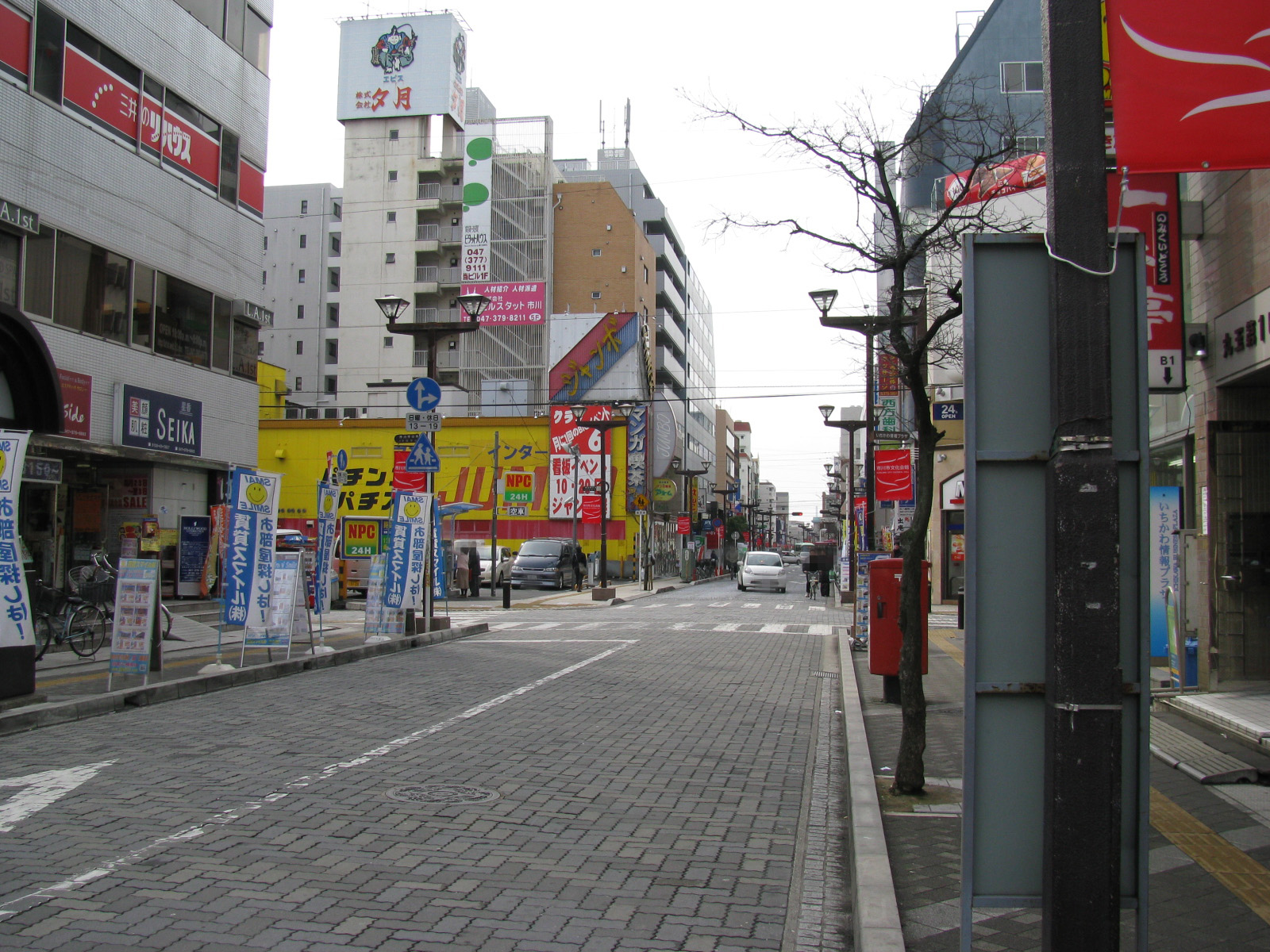
南口站前（2008年2月10日）
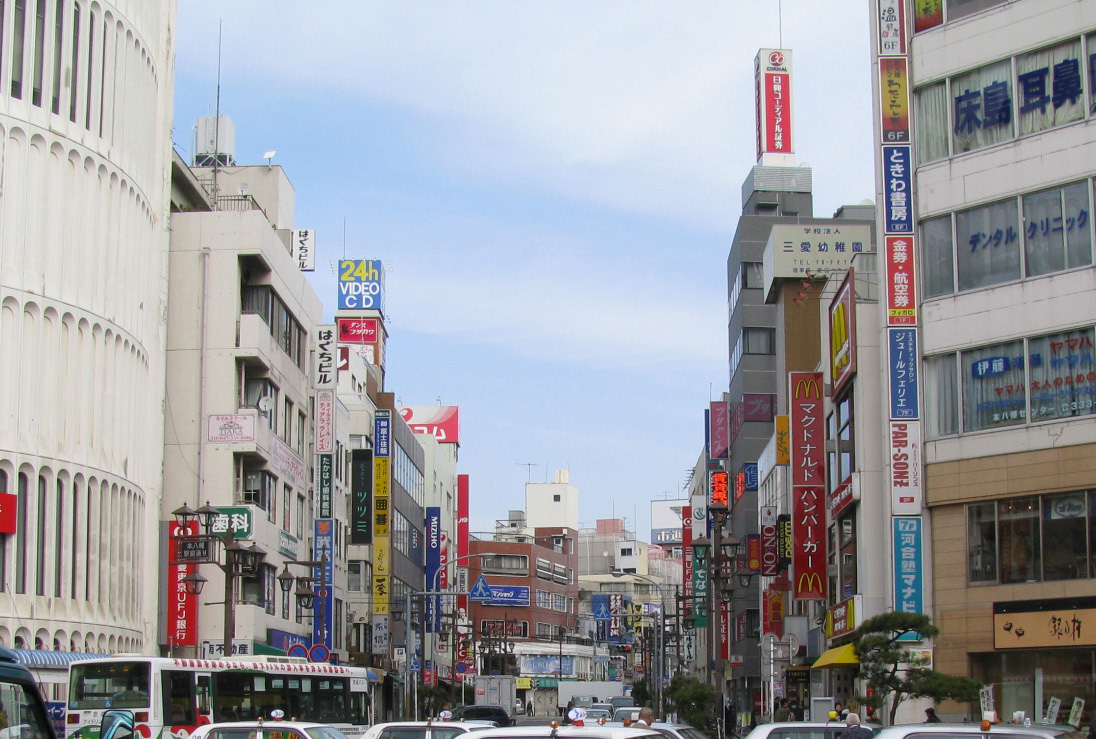
北口站前（2008年2月10日）

車站大樓
- Shapo（シャポー）本八幡 - JR站高架下。

### 車站
- 京成八幡站（京成電鐵本線） - 都營新宿線本八幡站有地下通道聯通，但與JR東日本本八幡站沒有實施連絡運輸。

### 神社、史跡
- 葛飾八幡宮（日语：葛飾八幡宮）
- 八幡不知藪（日语：八幡の藪知らず）

### 企業
- 京成電鐵本社
- Orange Food Court（日语：オレンジフードコート）本社
- TDK技術中心
- 薩莉亞1號店教育紀念館

### 行政
市川市
- 市川市役所（日语：市川市役所）
- 市川市文化會館（日语：市川市文化会館）
- 市川市八幡市民會館（全日警會館）
- 市川市生涯學習中心（Media Park市川）
  - 市川市中央圖書館
  - 市川市文學廣場
- 市川市保健中心
- 市川市消防局（日语：市川市消防局）
  - 市川市東消防署
- 市川情報廣場

千葉縣
- 千葉縣立現代產業科學館（日语：千葉県立現代産業科学館）
- 千葉縣市川健康福祉中心
- 千葉縣市川兒童相談所

厚生勞動省
- 市川公共職業安定所（日语：公共職業安定所）（HelloWork市川）

### 學校
- 千葉縣立市川工業高等學校（日语：千葉県立市川工業高等学校）
- 不二女子高等學校（日语：不二女子高等学校）
- 學校法人昭和學院（日语：学校法人昭和学院）
  - 昭和學院短期大學
  - 昭和學院中學校·高等學校（日语：昭和学院中学校・高等学校）
  - 昭和學院小學校（日语：昭和学院小学校）

### 郵局
- 市川郵便局（日语：市川郵便局 (千葉県)）
- 北八幡郵便局
- 市川南八幡郵便局

### 金融機關
- 三菱東京UFJ銀行
  - 八幡支店
  - 市川八幡支店
- 三菱UFJ信託銀行市川八幡支店
- 三井住友銀行本八幡支店
- 瑞穗銀行本八幡支店
- 里索那銀行市川支店
- 千葉銀行
  - 本八幡支店
  - 本八幡南支店
- 京葉銀行（日语：京葉銀行）本八幡支店
- 郵貯銀行市川店（市川郵便局內）

### 商業設施
- 市川FM（日语：市川エフエム放送）
- NIKKE COLTONPLAZA（日语：ニッケコルトンプラザ） - 北口有京成巴士系統（日语：京成バスシステム）的免費接駁巴士。
- PATIO（日语：パティオ (市川市)）
- MEGA唐吉訶德本八幡店
- 西友本八幡店
- 本站周邊是千葉縣內的拉麵激戰區，另外也有許多美容院、漫畫咖啡店。

## 巴士路線
北口
全由京成巴士運行。
- 1號乘車處
  - 本31：經高塚入口往高塚、東松戶站
  - 本32：經高塚入口、市川大野站往市川大野站、殿台入口、大町站
  - 本33：經高塚入口、市川大野站、大町站往市川營業所（日语：京成バス市川営業所）（班次少）
  - 本36：經高塚入口、市川大野站往高塚（班次少）
  - 市63：經市川綜合醫院（日语：東京歯科大学市川総合病院）往市川站
- 2號乘車處
  - 本71：經鬼越站往市川學園、醫療中心入口（往醫療中心的班次少）
  - 本72：經八幡六丁目往市川學園（僅平日，班次少）
  - 本73：經NIKKE COLTONPLAZA、鬼越站往市川學園
  - 本73：經NIKKE COLTONPLAZA、鬼越站、市川學園往醫療中心入口（僅傍晚）
  - 本74：經鬼越站、市川學園往市川學園正門前
  - 本11：經八幡六丁目、市川學園往市川學園、醫療中心入口、靈園入口
  - 本12：經八幡六丁目、市川學園、保健醫療福祉中心往醫療中心入口（僅平日）
  - 本13：經八幡六丁目、市川學園、市川大野站往醫療中心入口、霊園入口（週六日班次少）
  - 本14：經八幡六丁目、市川學園、市川大野站往市川營業所
  - 本15：經八幡六丁目、市川學園、市川大野站往動植物園（僅週六日）

南口
車站往南約100公尺，全由京成Transit Bus運行。
- 3號乘車處
  - 浦安01：往浦安站
  - 浦安03、04：往行德站、新浦安站
- 4號乘車處
  - 市川01：往市川站
  - 二俣01：往二俣新町站

## 相鄰車站
東日本旅客鐵道
 總武線（各站停車）
市川（JB 27）－本八幡（JB 28）－下總中山（JB 29）
 都營地下鐵
 新宿線

■急行
船堀（S 17）－本八幡（S 21）
■各站停車
篠崎（S 20）－本八幡（S 21）

### 宣傳、報章雜誌
1. ↑  Suicaご利用可能エリアマップ(2001年11月18日当初)
2. ↑  新宿線　本八幡駅　エレベーター供用開始のお知らせ （页面存档备份，存于） - 東京都交通局 2010年2月11日
3. ↑  新宿線　本八幡駅　新出入口オープンのお知らせ （页面存档备份，存于） - 東京都交通局 2013年7月19日

### 利用狀況
JR、私鐵1日平均使用人數
1. ↑  各駅の乗車人員 的存檔，存档日期2001-05-06. - JR東日本
2. ↑  各駅乗降人員一覧 （页面存档备份，存于） - 東京都交通局

JR東日本1999年度以後的上車人次
1. ↑  各駅の乗車人員（1999年度） （页面存档备份，存于） - JR東日本
2. ↑  各駅の乗車人員（2000年度） （页面存档备份，存于） - JR東日本
3. ↑  各駅の乗車人員（2001年度） （页面存档备份，存于） - JR東日本
4. ↑  各駅の乗車人員（2002年度） （页面存档备份，存于） - JR東日本
5. ↑  各駅の乗車人員（2003年度） （页面存档备份，存于） - JR東日本
6. ↑  各駅の乗車人員（2004年度） （页面存档备份，存于） - JR東日本
7. ↑  各駅の乗車人員（2005年度） （页面存档备份，存于） - JR東日本
8. ↑  各駅の乗車人員（2006年度） （页面存档备份，存于） - JR東日本
9. ↑  各駅の乗車人員（2007年度） （页面存档备份，存于） - JR東日本
10. ↑  各駅の乗車人員（2008年度） （页面存档备份，存于） - JR東日本
11. ↑  各駅の乗車人員（2009年度） （页面存档备份，存于） - JR東日本
12. ↑  各駅の乗車人員（2010年度） （页面存档备份，存于） - JR東日本
13. ↑  各駅の乗車人員（2011年度） （页面存档备份，存于） - JR東日本
14. ↑  各駅の乗車人員（2012年度） （页面存档备份，存于） - JR東日本
15. ↑  各駅の乗車人員（2013年度） （页面存档备份，存于） - JR東日本
16. ↑  各駅の乗車人員（2014年度） （页面存档备份，存于） - JR東日本
17. ↑  各駅の乗車人員（2015年度） （页面存档备份，存于） - JR東日本
18. ↑  各駅の乗車人員（2016年度） （页面存档备份，存于） - JR東日本
19. ↑  各駅の乗車人員（2017年度） （页面存档备份，存于） - JR東日本
20. ↑  各駅の乗車人員（2018年度） （页面存档备份，存于） - JR東日本
21. ↑  各駅の乗車人員（2019年度） （页面存档备份，存于） - JR東日本

JR、私鐵統計資料
1. ↑  レポート （页面存档备份，存于） - 関東交通広告協議会
2. 1 2  市川市統計年鑑 （页面存档备份，存于） - 市川市
3. ↑  千葉県統計年鑑 （页面存档备份，存于） - 千葉県

千葉縣統計年鑑
1. ↑  .   [2020-07-28]. （原始内容存档于2020-01-08）.
2. ↑  .   [2020-07-28]. （原始内容存档于2020-01-08）.
3. ↑  .   [2020-07-28]. （原始内容存档于2020-07-05）.
4. ↑  .   [2020-07-28]. （原始内容存档于2020-01-08）.
5. ↑  .   [2020-07-28]. （原始内容存档于2020-01-08）.
6. ↑  .   [2020-07-28]. （原始内容存档于2020-01-08）.
7. ↑  .   [2020-07-28]. （原始内容存档于2020-01-08）.
8. ↑  .   [2020-07-28]. （原始内容存档于2020-01-08）.
9. ↑  .   [2020-07-28]. （原始内容存档于2020-01-08）.
10. ↑  .   [2020-07-28]. （原始内容存档于2020-01-08）.
11. ↑  .   [2020-07-28]. （原始内容存档于2020-01-08）.
12. ↑  .   [2020-07-28]. （原始内容存档于2020-01-08）.
13. ↑  .   [2020-07-28]. （原始内容存档于2020-01-08）.
14. ↑  .   [2020-07-28]. （原始内容存档于2020-01-08）.
15. ↑  .   [2020-07-28]. （原始内容存档于2020-01-08）.
16. ↑  .   [2020-07-28]. （原始内容存档于2020-01-08）.
17. ↑  .   [2020-07-28]. （原始内容存档于2020-01-08）.
18. ↑  .   [2020-07-28]. （原始内容存档于2020-01-08）.
19. ↑  .   [2020-07-28]. （原始内容存档于2020-01-08）.
20. ↑  .   [2020-07-28]. （原始内容存档于2020-01-08）.
21. ↑  .   [2020-07-28]. （原始内容存档于2020-01-08）.
22. ↑  .   [2020-07-28]. （原始内容存档于2020-01-08）.
23. ↑  .   [2020-07-28]. （原始内容存档于2020-01-08）.
24. ↑  .   [2020-07-28]. （原始内容存档于2020-01-08）.
25. ↑  .   [2020-07-28]. （原始内容存档于2020-01-08）.
26. ↑  .   [2020-07-28]. （原始内容存档于2020-01-08）.
27. ↑  .   [2020-07-28]. （原始内容存档于2020-01-08）.
28. ↑  .   [2020-07-28]. （原始内容存档于2020-01-08）.
29. ↑  .   [2020-07-28]. （原始内容存档于2020-01-08）.
30. ↑  .   [2020-07-28]. （原始内容存档于2020-01-08）.
31. ↑  .   [2020-07-28]. （原始内容存档于2020-01-08）.
32. ↑  .   [2020-07-28]. （原始内容存档于2020-01-08）.
33. ↑  .   [2020-07-28]. （原始内容存档于2020-01-08）.
34. ↑  .   [2020-07-28]. （原始内容存档于2020-01-08）.
35. ↑  .   [2020-07-28]. （原始内容存档于2020-01-08）.
36. ↑  .   [2020-07-28]. （原始内容存档于2020-01-08）.
37. ↑  .   [2019-02-12]. （原始内容存档于2020-01-08）.
38. ↑  .   [2017-05-31]. （原始内容存档于2016-08-26）.
39. ↑  .   [2017-05-31]. （原始内容存档于2016-08-26）.
40. ↑  平成5年 的存檔，存档日期2017年8月26日，.
41. ↑  平成6年 的存檔，存档日期2017年8月26日，.
42. ↑  平成7年 的存檔，存档日期2017年8月26日，.
43. ↑  平成8年 的存檔，存档日期2017年8月26日，.
44. ↑  平成9年 的存檔，存档日期2017年8月26日，.
45. ↑  平成10年 的存檔，存档日期2017年8月26日，.
46. ↑  平成11年 的存檔，存档日期2017年8月26日，.
47. ↑  .   [2017-05-31]. （原始内容存档于2017-09-30）.
48. ↑  .   [2017-05-31]. （原始内容存档于2017-09-30）.
49. ↑  .   [2017-05-31]. （原始内容存档于2017-09-30）.
50. ↑  .   [2017-05-31]. （原始内容存档于2017-09-30）.
51. ↑  .   [2017-05-31]. （原始内容存档于2017-09-30）.
52. ↑  .   [2017-05-31]. （原始内容存档于2017-09-30）.
53. ↑  平成18年 的存檔，存档日期2017年8月26日，.
54. ↑  平成19年 的存檔，存档日期2017年8月26日，.
55. ↑  平成20年 的存檔，存档日期2017年8月30日，.
56. ↑  .   [2017-05-31]. （原始内容存档于2017-08-30）.
57. ↑  .   [2017-05-31]. （原始内容存档于2017-08-30）.
58. ↑  .   [2017-05-31]. （原始内容存档于2017-08-30）.
59. ↑  .   [2017-05-31]. （原始内容存档于2017-08-30）.
60. ↑  .   [2017-05-31]. （原始内容存档于2017-08-30）.
61. ↑  .   [2017-05-31]. （原始内容存档于2017-08-11）.
62. ↑  .   [2017-05-31]. （原始内容存档于2017-08-11）.
63. ↑  .   [2017-12-04]. （原始内容存档于2017-08-11）.
64. ↑  .   [2019-02-12]. （原始内容存档于2020-04-24）.
65. ↑  .   [2020-07-28]. （原始内容存档于2020-04-24）.

## 外部連結
- 車站資訊（本八幡）：東日本旅客鐵道
- 本八幡 - 東京都交通局